# Região Geográfica Imediata de Rio Branco

Localização da Região Imediata de Rio Branco no Acre.

A Região Geográfica Imediata de Rio Branco é uma das 11 regiões imediatas do estado brasileiro do Acre, uma das três regiões imediatas que compõem a Região Intermediária de Rio Branco e, uma das 509 regiões imediatas no Brasil (criadas pelo IBGE em 2017).

## Municípios
A Região Imediata de Rio Branco é composta por 7 municípios:
| Região geográfica imediata | Código | Municípios        |
| -------------------------- | ------ | ----------------- |
| Rio Branco                 | 120001 | Acrelândia        |
| Rio Branco                 | 120001 | Bujari            |
| Rio Branco                 | 120001 | Capixaba          |
| Rio Branco                 | 120001 | Plácido de Castro |
| Rio Branco                 | 120001 | Porto Acre        |
| Rio Branco                 | 120001 | Rio Branco        |
| Rio Branco                 | 120001 | Senador Guiomard  |